# NGC 1195
NGC 1195 في الفهرس العام الجديد، هي مجرة، تقع في كوكبة النهر. اكتشفت في 8 يناير 1877 بواسطة جون لويس إميل دراير.

## روابط خارجية
- NGC 1195 على موقع ويكي سكاي: DSS2, SDSS, GALEX, IRAS, Hydrogen α, X-Ray, Astrophoto, Sky Map, Articles and images